# Blakea polyantha
Blakea polyantha är en tvåhjärtbladig växtart som beskrevs av John Julius Wurdack. Blakea polyantha ingår i släktet Blakea och familjen Melastomataceae. Inga underarter finns listade i Catalogue of Life.